# سليمان كشك
سليمان كشك (مواليد 7 مايو 1994) هو لاعب كرة قدم تونسي محترف، يلعب مع النادي الرياضي البنزرتي كظهير أيسر.

## مسيرته
يلعب سليمان مع النادي الرياضي البنزرتي.
ودوليًا، لعب أولى مبارياته الدولية عام 2017، كما كان ضمن قائمة منتخب بلاده المشاركة في كأس الأمم الأفريقية لكرة القدم 2017.

## روابط خارجية
- سليمان كشك على موقع قاعدة بيانات كرة القدم.إي يو (الإنجليزية)
- سليمان كشك على موقع ناشيونال فوتبول تيمز (الإنجليزية)
- سليمان كشك على موقع Soccerway.com (الإنجليزية)